# معركة الرها
```
وقعت 
معركة الرها
 بين جيوش 
الإمبراطورية الرومانية
 تحت قيادة الإمبراطور 
فاليريان
 وقوات الامبراطورية 
الساسانية
 تحت قيادة شاهان شاة (
ملك الملوك
) 
شابور أنا
 عام 260 بعد الميلاد. هُزم الجيش الروماني وأسر كاملا من قبل القوات الفارسية؛ للمرة الأولى في روما التاريخ العسكري يتم أسر الإمبراطور. ولذلك تُعتبر هذه المعركة كأسوأ كارثة في التاريخ العسكري الروماني.
```

## خلفية ومقدمات
قبل المعركة، شابور الأول كان قد توغل عدة مرات عميقا في الأراضي الرومانية حيث قهر و نهب أنطاكية في سوريا في 253 أو 256. بعد هزيمة الغاصب أمليانوس ، وصل فاليريان الي المقاطعات الشرقية بأسرع ما يمكن (254 أو 255) وتدريجيا استعاد النظام. بعد قليل كان عليه مواجهة القوطيين في شمال آسيا الصغرى. عصف القوط  ببونتوس و انتقلوا جنوبا إلى كابادوكيا. محاولة فاليريان وجيشه في أنتوكيا باءت بالفشل بسبب الطاعون. وبينما كان جيشه في هذه الحالة الضعيفة، قام شابور الأول بغزو شمال بلاد ما بين النهرين في 260, ربما في أوائل الربيع.

## المعركة
في الستينات من عمره تحرك فاليريان نحو الشرق إلى الحدود الساسانية. قابل فاليريان الجيش الفارسي الرئيسي تحت قيادة شابور الأول بين حران والرها وهزم هزيمة منكرة وتم أسره هو وكامل جيشه. 
طبقا للمصادر الرومانية فإن الإمبراطور الروماني هُزم ثم حاول المفاوضة مع القوات الفارسية لكنه تم أسره، من المحتمل أن جيشه استسلم بعد ذلك، وطبقا لروايات شابور فإنه تم أيضا أسر شخصيات أخرى رفيعة المستوى، بينما يقول البعض أن شابور وافق على المفاوضات ثم نقض وعده وأسر الإمبراطور. 

## المصير
هناك روايات متباينة بخصوص مصير فاليريان بعد اعتقاله على يد شابور.
يدعي بعض العلماء أن شابور أرسل فاليريان وبعضا من جيشه إلى مدينة بيشابور، حيث عاشوا في ظروف جيدة نسبيا.استخدم الجنود المتبقين في الهندسة وخطط التنمية، حيث كان الرومان تجار وحرفيين ماهرين. سد القيصر هي واحدة من بقايا الهندسة الرومانية والتي تقع بالقرب من المدينة القديمة من سوسة.
وحسب مصدر آخر (Lactantius), قام شابور بإذلال فاليريان، عن طريق استخدام الإمبراطور السابق  كسلم ليصعد فوق حصانه. كما أنه كان يبقيه في أقفاص ويتم اذلاله من أجل متعة الإمبراطور الفارسي، وفقا إلى أوريليوس فيكتور. عند وفاة فاليريان تم سلخ جلده وحشوهه بالسماد أو القش، لإنتاج جائزة رومانية محفوظة بالمعبد الفارسي.
ومع ذلك، هناك أيضا بعض الروايات التي تنص على أنه عومل باحترام، وأن ادعاءات التعذيب قد تكون ملفقة من قبل المؤرخين المسيحيين من أواخر العصور القديمة لإظهار المخاطر التي تصيب المضطهدين للمسيحية.
بعد أسر فاليريان قام شابور بمداهمة قيليقية ولكن تم صدهم من قبل القوة الرومانية التي احتشد بها ماركيانوس وكاليستوس وأوديناثوس (اذينة ملك تدمر) من تدمر. عين ماركيانوس ولديه ماركيانوس وكويتيوس على الامبراطورية بينما كان في البلقان، ثار أيضا كل من انجوينيوس وريجاليانوس ولكن تم هزيمتهما بواسطة جيش تم ارساله عن طريق جاليانوس ابن الإمبراطور الأسير فاليريان